# Olympische Sommerspiele 1980/Teilnehmer (Island)
| Gelbes Symbol für Goldmedaillen mit stilisierten Olympischen Ringen | Graues Symbol für Silbermedaillen mit stilisierten Olympischen Ringen | Braundes Symbol für Bronzemedaillen mit stilisierten Olympischen Ringen |
| ------------------------------------------------------------------- | --------------------------------------------------------------------- | ----------------------------------------------------------------------- |
| —                                                                   | —                                                                     | —                                                                       |

Island nahm an den Olympischen Sommerspielen 1980 in Moskau mit einer Delegation von neun männlichen Sportlern in elf Wettkämpfen in drei Sportarten teil. Ein Medaillengewinn gelang keinem der Sportler. Fahnenträger bei der Eröffnungsfeier war der Gewichtheber Birgir Borgþórsson.

## Teilnehmer nach Sportarten

### Gewichtheben
- Þorsteinn Leifsson
Halbschwergewicht: in der 1. Runde ausgeschieden

- Guðmundur Helgason
Mittelschwergewicht: in der 2. Runde ausgeschieden

- Birgir Borgþórsson
1. Schwergewicht: in der 1. Runde ausgeschieden

### Judo
- Halldór Guðbjörnsson
Leichtgewicht: im Achtelfinale ausgeschieden

- Bjarni Friðriksson
Halbschwergewicht: im Viertelfinale ausgeschieden

### Leichtathletik
- Oddur Sigurðsson
100 m: Vorläufe
400 m: Vorläufe

- Jón Didriksson
800 m: Vorläufe
1500 m: Vorläufe

- Hreinn Halldórsson
Kugelstoßen: 10. Platz

- Óskar Jakobsson
Kugelstoßen: 11. Platz
Diskuswurf: in der Qualifikation ausgeschieden